# Albert Gallatin
Abraham Alfonse Albert Gallatin (ur. 29 stycznia 1761 roku w Genewie w Szwajcarii, zm. 12 sierpnia 1849 roku w Astorii, Nowy Jork, Stany Zjednoczone) – amerykański polityk i finansista pochodzenia szwajcarskiego, czwarty sekretarz skarbu Stanów Zjednoczonych. Na jego cześć nazwano pasmo górskie Gallatin Range w stanie Montana, oraz rzekę Gallatin River, mającą źródła w Parku Narodowym Yellowstone.

## Życiorys
Albert Gallatin urodził się 29 stycznia 1761 roku w Genewie w Szwajcarii. W 1779 roku ukończył tamtejszy uniwersytet i rok później przeprowadził się do Stanów Zjednoczonych zamieszkując w Bostonie, w stanie Massachusetts. W 1782 roku uczył języka francuskiego na Uniwersytecie Harvarda.
W 1785 roku przeprowadził się najpierw do Wirginii, a później do Pensylwanii, gdzie zaangażował się w stanową politykę.
Został wybrany w tym stanie do Senatu Stanów Zjednoczonych i zaprzysiężony 2 grudnia 1793 roku. Tego samego dnia złożono jednak petycję, zarzucającą, że jego wybór na to stanowisko jest nie spełnia wymogów Konstytucji Stanów Zjednoczonych dotyczących obywatelstwa i biernego prawa wyborczego na stanowisko senatora. Senat ustalił 28 lutego 1794, że Gallatin nie spełnia wymogów konstytucyjnych dotyczących obywatelstwa i unieważnił jego wybór.
W latach 1795–1801 przez trzy kadencje Kongresu Stanów Zjednoczonych z ramienia Partii Republikańskiej był wybierany przedstawicielem stanu Pensylwania w Izbie Reprezentantów.
W 1801 roku z nominacji prezydenta Thomasa Jeffersona został sekretarzem skarbu Stanów Zjednoczonych. Funkcję tę pełnił również w gabinecie prezydenta Jamesa Madisona do 1814 roku, gdy ustąpił.
Po ustąpieniu zajął się działalnością dyplomatyczną. W 1814 był jednym z negocjatorów traktatu gandawskiego. W latach 1815–1823 był ambasadorem Stanów Zjednoczonych we Francji, zaś w latach 1826–1827 był ambasadorem Stanów Zjednoczonych w Wielkiej Brytanii.